# Oberasbach
Oberasbach es una localidad ubicada en el distrito de Fürth, en Baviera, Alemania. Está situada 6 km al suroeste de Fürth y 10 km al oeste de Núremberg.